# 沙拉金尼·奈都
沙拉金尼·奈都（Sarojini Naidu ，1879年2月13日—1949年3月2日），中文又稱奈都夫人，印度政治家、女权运动者及诗人，被尊为神童、「印度的南丁格尔」和印度独立运动的自由斗士，是第一位任国大党主席的女性，也是第一位任邦行政长官的女性。

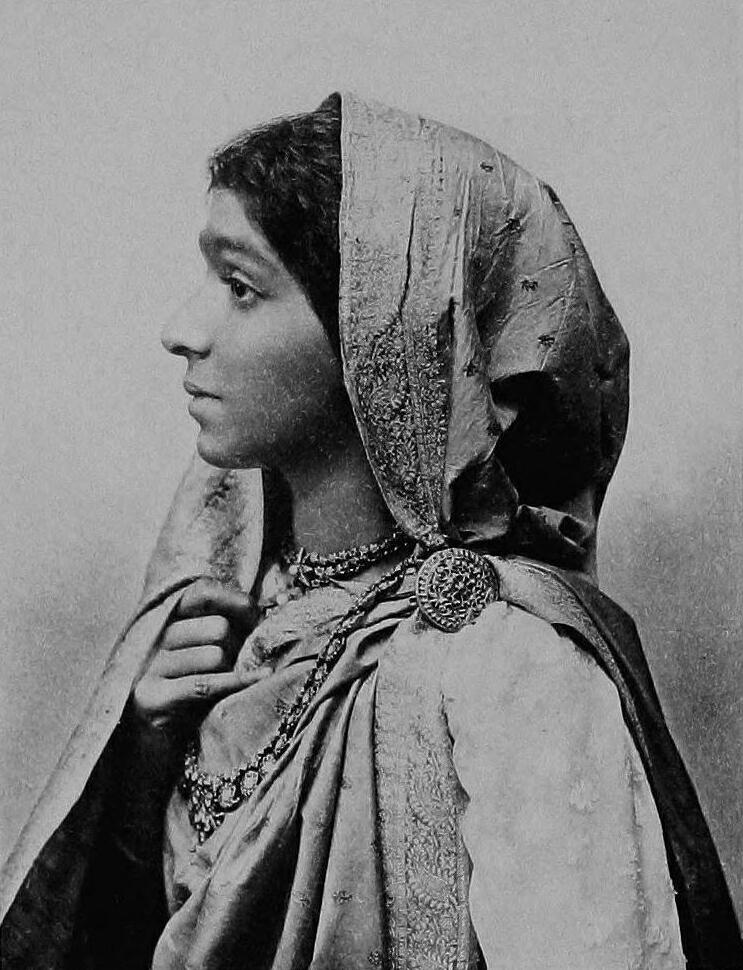
1912年的沙拉金尼·奈都

## 作品
- 糜文開譯，《奈都夫人詩全集》，臺北，1975。